# 景莲堂

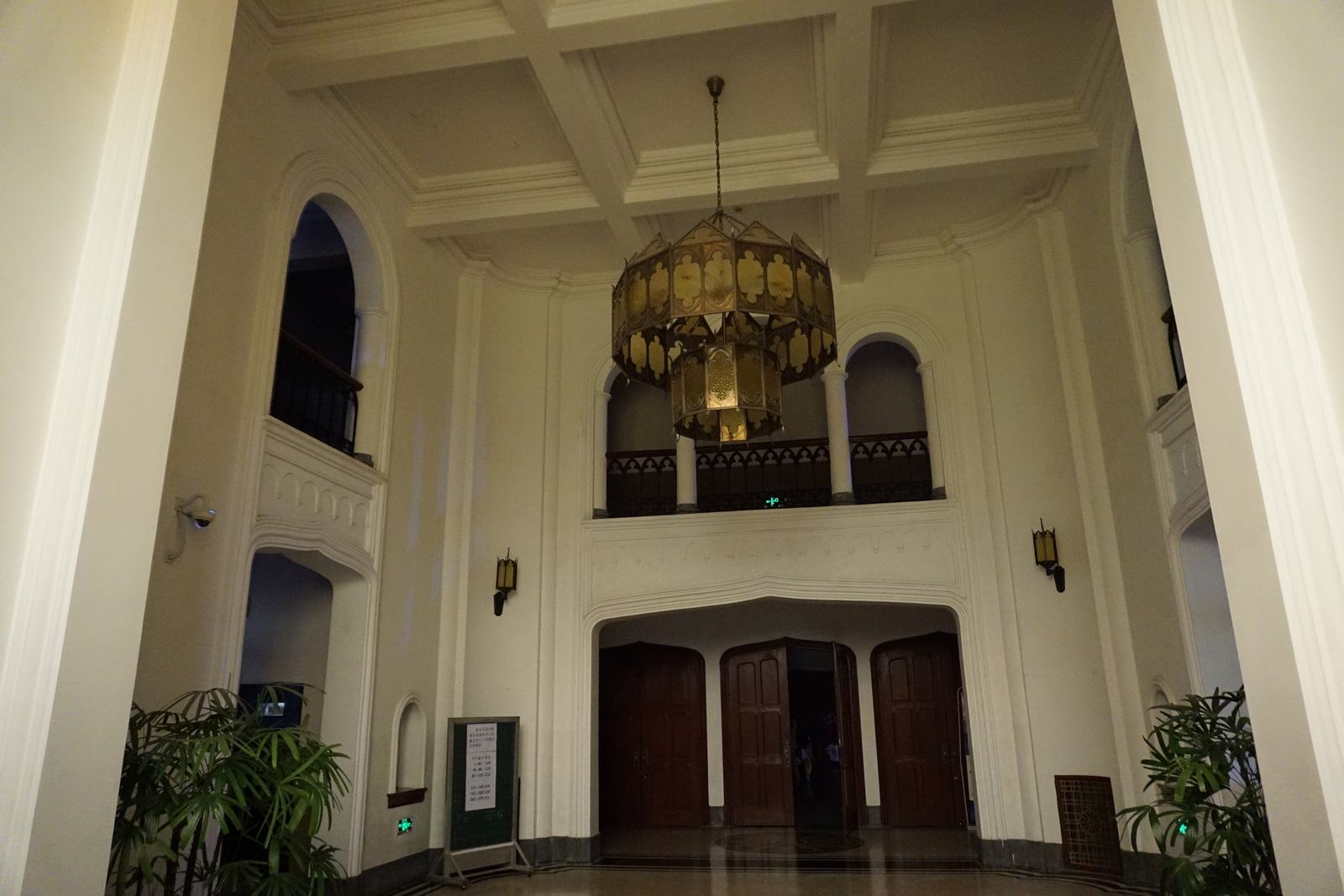

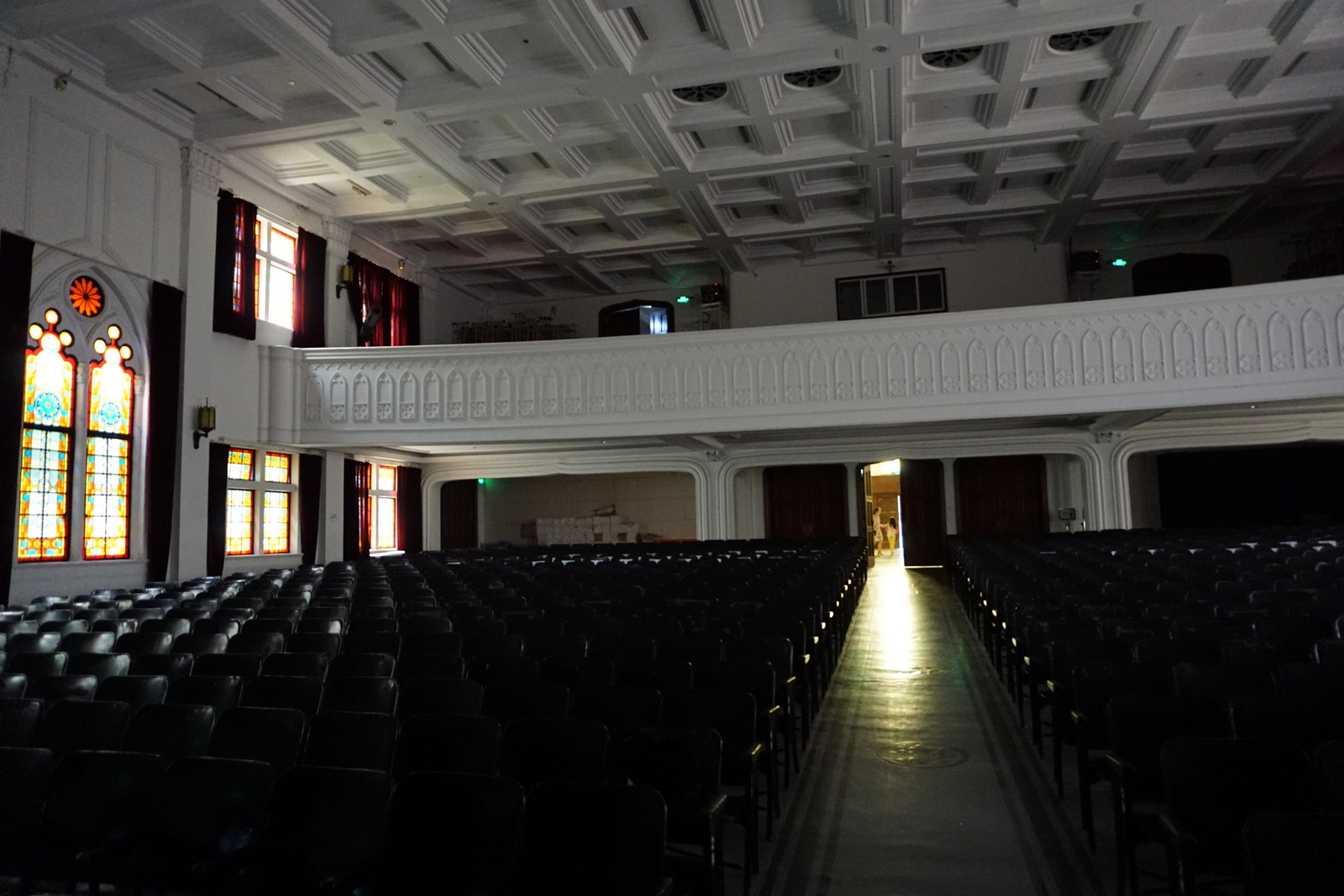

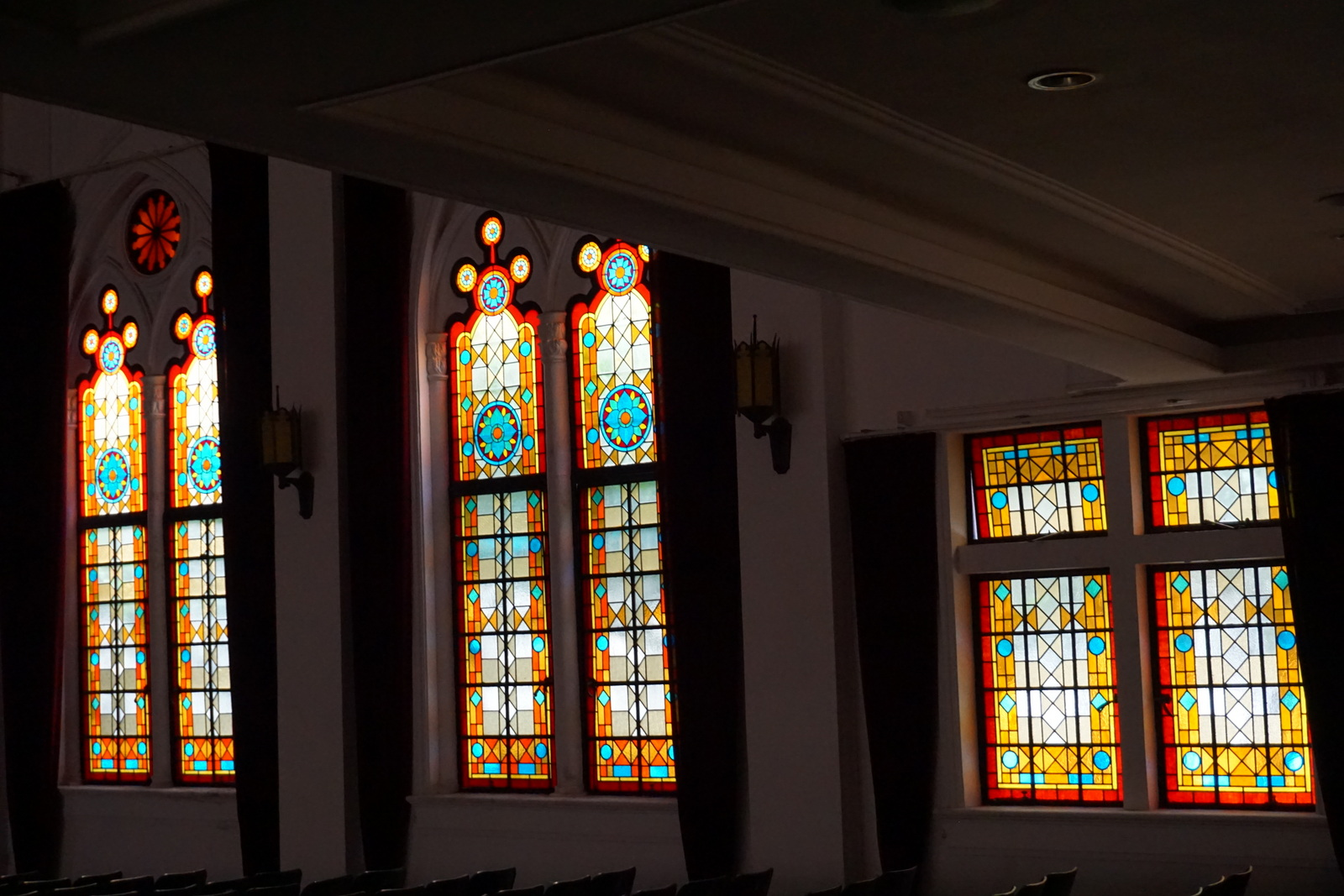

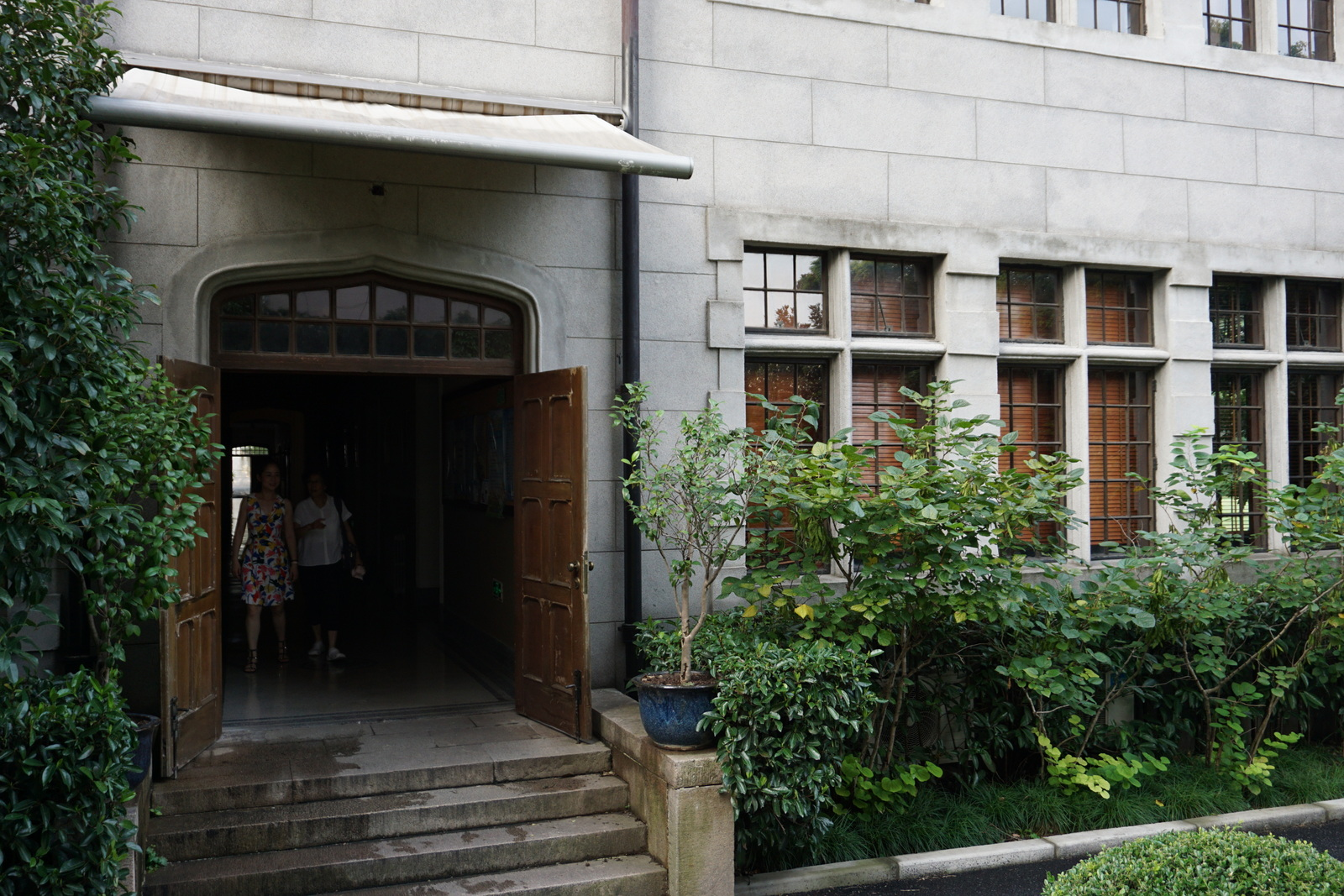

景莲堂（连吉生纪念堂，Richardson Hall），今五四大楼，位于上海市长宁区江苏路155号。它是中西女中（今上海市第三女子中学）的教学楼，位于大草坪北侧，由美国监理会委托匈牙利建筑师邬达克设计于1921年，1935年建成。
该建筑保存完好，属于美国学院派哥特复兴式建筑风格，建筑面积4607平方米，高四层，双坡硬山红瓦屋顶，屋顶上开11个老虎窗。两端的女儿墙采用城堡式造型。门厅和礼堂两侧均设有哥特复兴风格的花窗玻璃，尖券式。大礼堂设有1192个座位。

中西女中景莲堂已列为上海市第二批优秀历史建筑。